# Кубок В'єтнаму з футболу 2017
Кубок В'єтнаму з футболу 2017 — (також відомий як Sứ Thiên Thanh National Cup - оскільки головним спонсором турніру виступав Sứ Thiên Thanh) 25-й розіграш кубкового футбольного турніру у В'єтнамі. Титул володаря кубка втретє здобув Сонглам Нгеан.

## Календар
| Раунд        | Дата                     | Матчі | Клуби   |
| ------------ | ------------------------ | ----- | ------- |
| Перший раунд | 4-5 лютого 2017          | 5     | 21 → 16 |
| 1/8 фіналу   | 3-4 червня 2017          | 8     | 16 → 8  |
| 1/4 фіналу   | 16/20 червня 2017        | 8     | 8 → 4   |
| 1/2 фіналу   | 27 вересня/6 жовтня 2017 | 2     | 4 → 2   |
| Фінал        | 9/30 листопада 2017      | 1     | 2 → 1   |

## Перший раунд
| Команда 1     | Рахунок      | Команда 2        |
| ------------- | ------------ | ---------------- |
| 4 лютого 2017 |              |                  |
| Біньфиок (2)  | 2:0          | Донгтхап (2)     |
| Сонглам Нгеан | 3:1          | Даклак (2)       |
| СХБ Дананг    | 6:1          | Фіко Тейнінь (2) |
| 5 лютого 2017 |              |                  |
| Віеттел (2)   | 1:1 пен. 5:4 | Бонгда Хюе (2)   |
| Хайфон        | 1:1 пен. 5:4 | Намдінь (2)      |

## 1/8 фіналу
| Команда 1          | Рахунок      | Команда 2      |
| ------------------ | ------------ | -------------- |
| 3 червня 2016      |              |                |
| СХБ Дананг         | 5:1          | Тханьхоа       |
| Санна Кханьхоа     | 0:0 пен. 2:3 | Хошимін Сіті   |
| Лонган             | 0:2          | КСКТ Кантхо    |
| Сайгон             | 1:1 пен. 4:3 | Хоангань Зялай |
| 4 червня 2016      |              |                |
| Куангнам           | 2:1          | Хайфон         |
| Тхан Куангнінь     | 2:0          | Біньфиок (2)   |
| Бікамікс Біньзионг | 3:2          | Віеттел (2)    |
| Ханой              | 1:1 пен. 3:4 | Сонглам Нгеан  |

## 1/4 фіналу
| Команда 1         | Заг. | Команда 2          | 1-й матч | 2-й матч |
| ----------------- | ---- | ------------------ | -------- | -------- |
| 16/20 червня 2017 |      |                    |          |          |
| КСКТ Кантхо       | 1:6  | Куангнам           | 1:3      | 0:3      |
| Сонглам Нгеан     | 7:1  | Хошимін Сіті       | 3:1      | 4:0      |
| Тхан Куангнінь    | 1:4  | СХБ Дананг         | 0:3      | 1:1      |
| Сайгон            | 3:5  | Бікамікс Біньзионг | 2:3      | 1:2      |

## 1/2 фіналу
| Команда 1                | Заг. | Команда 2          | 1-й матч | 2-й матч |
| ------------------------ | ---- | ------------------ | -------- | -------- |
| 27 вересня/6 жовтня 2017 |      |                    |          |          |
| Сонглам Нгеан            | 7:4  | Куангнам           | 4:1      | 3:3      |
| СХБ Дананг               | 2:5  | Бікамікс Біньзионг | 1:3      | 1:2      |

## Фінал
| Команда 1           | Заг. | Команда 2     | 1-й матч | 2-й матч |
| ------------------- | ---- | ------------- | -------- | -------- |
| 9/30 листопада 2018 |      |               |          |          |
| Бікамікс Біньзионг  | 2:7  | Сонглам Нгеан | 1:2      | 1:5      |